# Correspondance entre les articles des différentes versions du traité sur le fonctionnement de l'Union européenne
Le traité sur le fonctionnement de l'Union européenne a été modifié plusieurs fois. Ces modifications ont notamment changé son nom et sa numérotation.